# Grzegorz Ebel
Grzegorz Ebel (ur. 28 listopada 1997) – polski lekkoatleta specjalizujący się w biegach długodystansowych. Młodzieżowy mistrz Polski w biegu na 5000 metrów (Suwałki 2017).

## Rekordy życiowe
Opracowano na podstawie
| Konkurencja          | Obiekt  | Data             | Miejsce  | Wynik    |
| -------------------- | ------- | ---------------- | -------- | -------- |
| bieg na 1000 metrów  | stadion | 22 sierpnia 2015 | Chojnice | 2:37:73  |
| bieg na 1500 metrów  | stadion | 28 maja 2016     | Słupsk   | 3:58:15  |
| bieg na 3000 metrów  | stadion | 10 czerwca 2017  | Szczecin | 8:29:74  |
| bieg na 5000 metrów  | stadion | 2 lipca 2017     | Suwałki  | 14:44:82 |
| bieg na 10000 metrów | stadion | 29 kwietnia 2017 | Rybnik   | 29:55:77 |

## Osiągnięcia
Opracowano na podstawie
| Rok  | Impreza                            | Miejsce | Konkurencja         | Pozycja    | Wynik    |
| ---- | ---------------------------------- | ------- | ------------------- | ---------- | -------- |
| 2017 | Młodzieżowe Mistrzostwa Polski U23 | Suwałki | bieg na 5000 metrów | 1. miejsce | 14:44:82 |